# 6190 Rennes
A 6190 Rennes (ideiglenes jelöléssel 1989 TJ1) a Naprendszer kisbolygóövében található aszteroida. Masahiro Koishikawa fedezte fel 1989. október 8-án.